# 阿萨瓦镇
阿萨瓦镇是西班牙卡斯蒂利亚-莱昂萨拉曼卡省的一个市镇。 总面积26平方公里，总人口261人（2001年），人口密度10人/平方公里。